# NGC 7722
NGC 7722 este o liner situată în constelația Pegas. A fost descoperită în 12 august 1864 de către Heinrich Louis d'Arrest. Se află la o distanță de 57,34 de megaparseci de Pământ.